# Villarrubio
Villarrubio és un municipi de la província de Conca, a la comunitat autònoma de Castella-La Manxa. A l'altura d'aquest municipi, a la carretera entre Madrid i València, es va matar en un accident de cotxe el cantant Nino Bravo.

## Demografia
| 1991 |  | 1996 |  | 2001 |  | 2004 |
| ---- |  | ---- |  | ---- |  | ---- |
| 264  |  | 235  |  | 231  |  | 253  |